# Nomada lateritia
Nomada lateritia är en biart som beskrevs av Alexander Mocsáry 1883.
Nomada lateritia ingår i släktet gökbin och familjen långtungebin. Inga underarter finns listade i Catalogue of Life.